# Gospostvo Brunssum
Gospostvo Brunssum, znana tudi kot Bronshem, je znano že od leta 1150 in je bila večkrat zastavljena ter vključeno v Deželo Valkenburg in Brusljsko okrožje.

## Zgodovina
Pred ustanovitvijo gospostva Brunssum je Brunssum skupaj s Schinveldom in Jabeekom sestavljal svetniško klop.
Leta 1555 je španski kralj Filip II. nasledil svojega očeta Karla V. kot deželni gospod Nizozemske. Filip II je iskal denar za plačilo svoje vojne s Francijo. Posledično je začel združevati domenska posestva v gospostva in jih nato zastavljati.Werner Huyn Amstenradski je dobil gospostvo v zastavo za vsoto 2260 hornskih guldnov. To mu je omogočilo, da se je po povišanju leta 1557 imenoval gospod Brunssumski.
Poleg Brunssuma sta k gospostvu Brunssum pripadala tudi vasi Schinveld in Jabeek, nekdanje območje svetniške klopi.

## Zastava/hipoteka
1. aprila 1593 je Werner Huyn Amstenradski prodal zastavo na Brunssumu Viljemu Huynu Amstenradskemu. Ker je bil Viljem takrat v španski vojaški službi drugje, je med premestitvijo v Viljemovem imenu deloval njegov starejši brat Arnold III. Huyn Geleenski.14. maja 1593 je Viljem dal povzdigniti obe gospoščini v Valkenburgu. Ker je Viljem umrl v enem letu in je bil brez otrok, je 8. marca 1594 Arnold III. prevzel gospostvo Brunssum, kot je opisano v Viljemovi oporoki.
21. maja 1606 je Arnold III. prodal zastavo gospostva Brunssum svojemu bratrancu Wernerju Huynu Amstenradskemu.Leta 1609 je vlada v Bruslju prodala svetniško klop Brunssuma, ki so jih sestavljali Brunssum, Schinveld in Jabeek, Arnoldu III.Leta 1610 je Arnold III. prenesel gospostvo Oirsbeek in gospostvo Brunssum na svojega bratranca Wernerja Huyna Amstenradskega.
Leta 1664 bo gospostvo Brunssum skupaj z gospostvi Oirsbeek, Spaubeek in Geleen povzdignjeno v grofijo poimenovano grofija Geleen in Amstenrade.
Ob koncu starega režima leta 1794 je Brunssum postal samostojna občina.